# Diano Serreta
Diano Serreta è una frazione di 80 abitanti del comune di Diano Marina, in provincia di Imperia
È uno dei borghi della valle Dianese, distante dal capoluogo comunale circa 2,5 km e dal capoluogo di provincia circa 4 km, ubicato a 150 m sul livello del mare.